# Valentin Rasputin
Valentin Grigorievici Rasputin (în rusă Валентин Григорьевич Распутин; n. 15 martie 1937, Ust-Uda⁠(d), RSFS Rusă, URSS – d. 14 martie 2015, Moscova, Rusia) a fost un scriitor rus. El s-a născut și a trăit o mare parte din viața lui în regiunea Irkutsk din Siberia de Est. Scrierile lui Rasputin descriu personaje urbane dezrădăcinate și lupta pentru supraviețuire a mediului tradițional de viață vechi de secole, tratând probleme morale complexe, precum și referitoare la renașterea spirituală.

## Biografie
Valentin Rasputin s-a născut pe 15 martie 1937 în satul Ust-Uda din regiunea Irkutsk a Rusiei. Tatăl lui a lucrat pentru un magazin cooperativ sătesc, iar mama lui a fost asistentă medicală. Curând după nașterea sa, familia lui Rasputin s-a mutat în satul Atalanka din raionul Ust-Uda, unde Rasputin și-a petrecut copilăria.
Ambele sate, care erau amplasate pe malul râului Angara, nu mai există în locațiile lor originale, deoarece o mare parte a văii râului Angara a fost inundată de către Barajul Bratsk în 1960, și satele au fost strămutate pe un teren mai înalt. Mai târziu, scriitorul și-a amintit anii copilăriei din Siberia ca grei, dar fericiți. „De îndată ce noi, copiii, am învățat să mergem, am mers către râu cu tije de pescuit; încă de când eram un copil mic, alergam în taiga, care începea chiar în afara satului, pentru a culege fructe de pădure și ciuperci; de la o vârstă fragedă, am luat o barcă și am început să vâslim...” Rasputin nu are nici o legătură cu sfetnicul țarist Grigori Rasputin.
Când Rasputin a absolvit școala elementară de 4 clase la Atalanka în 1948, părinții lui l-au trimis pe copilul precoce la gimnaziu și apoi la liceu în centrul raional, Ust-Uda, aflat la aproximativ 50 km de satul său de baștină. El a fost primul copil din satul său care și-a continuat educația în acest fel.
Rasputin a absolvit Universitatea din Irkutsk în 1959 și a început să lucreze pentru ziarele locale ale Comsomolului din Irkutsk și Krasnoiarsk. A publicat prima sa povestire în 1961.
Un moment important de la începuturile carierei literare a lui Rasputin a fost seminarul tinerilor scriitori organizat în septembrie 1965 la Cita și prezidat de Vladimir Civilihin (Владимир Чивилихин), care a încurajat aspirațiile literare ale tinerilor scriitori și l-a recomandat pentru calitatea de membru în prestigioasa Uniune a Scriitorilor Sovietici. De atunci, Rasputin l-a considerat pe Civilihin drept „nașul lui literar”.
În 1967, după publicarea cărții Bani pentru Maria, Rasputin a fost admis în Uniunea Scriitorilor Sovietici. În următoarele trei decenii, a publicat o serie de romane, multe dintre ele devenind foarte populare în rândul cititorilor ruși și fiind apreciate de critici.

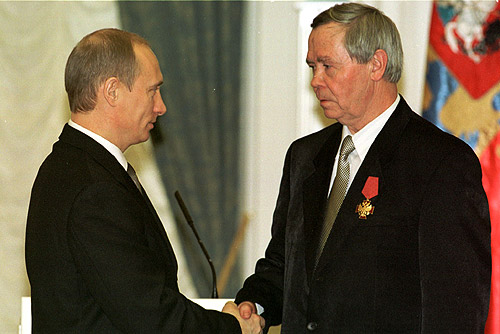
Rasputin decorat cu Ordinul de Merit pentru Patrie de către președintele Vladimir Putin, 2002.

În 1980, după efectuarea timp de doi ani a unor cercetări privind Bătălia de la Kulikovo, Rasputin a fost botezat de un preot ortodox în localitatea apropiată Eleț.
Opera literară a lui Rasputin este în strânsă legătură cu activismul său în problemele sociale și de mediu. De-a lungul anilor 1970 și 1980 Rasputin, numit de unii figura proeminentă a „lobby-ului ecologist siberian”, a avut un rol activ în campania de protejare a lacului Baikal și împotriva deversării apelor din Siberia în republicile din Asia Centrală. În anii 1990 a participat la mișcarea naționalistă de opoziție. Ca urmare a faptului că și-a petrecut majoritatea vieții sale de adult în Irkutsk, Rasputin rămâne unul dintre cei mai importanți intelectuali din acest oraș siberian.
El a fost invitat la mai multe evenimente din orașul Irkutsk, inclusiv dezvelirea monumentelor țarului Alexandru al III-lea, al lui Alexander Vampilov și Aleksandr Kolceak. El a organizat conferința cititorilor de la Biblioteca Științifică Centrală Molceanov-Sibirski din Irkutsk.
Maria, fiica lui Rasputin, a murit în accidentul din 2006 al S7 Airlines 778, iar soția lui a murit șase ani mai târziu. El a murit la Moscova pe 14 martie 2015, cu o zi înainte de cea de-a 78-a aniversare. Slujba sa de înmormântare a fost condusă de patriarhul Kirill al Bisericii Ortodoxe Ruse, iar președintele Vladimir Putin și-a exprimat condoleanțele. (În 2014 Rasputin a fost unul dintre semnatarii unei scrisori a scriitorilor în sprijinul anexării Crimeei de către Putin.)

## Opera literară a lui Rasputin
Unii critici l-au acuzat pe Rasputin de idealizarea vieții rurale și implicarea în polemici antimoderniste. Revista  Voprosy literatury a publicat o dezbatere pe tema „Proza rurală a lui Valentin Rasputin este antimodernă?”  Controversa s-a intensificat în anii 1980, când Rasputin a devenit asociat cu organizația naționalistă Pamiat (Память: „Memorie”).  Fondat inițial pentru a susține conservarea monumentelor de arhitectură tradițională rusească, Pamiat a devenit tot mai cunoscută prin promovarea unei forme reacționare și antisemite a naționalismului rus. Rasputin a fost criticat pentru implicarea în astfel de organizații. El a argumentat că declarațiile presupus antisemite au fost exagerate și scoase din context.
Odată cu inițierea Perestroikăi, Rasputin a adoptat o linie critică la adresa reformelor. Repetarea de către el (la Primul Congres Rus al Deputaților Poporului) a declarației lui Stolîpin: „Aveți nevoie de mari răsturnări. Avem nevoie de o țară mare” («Вам нужны великие потрясения. Нам нужна великая страна») au făcut-o o frază folosită uzual de opoziția antiliberală. În iulie 1991 Rasputin a semnat scrisoarea deschisă „Un cuvânt către popor”, alături de funcționari sovietici care se opuneau reformelor lui Gorbaciov. În 1992, Valentin Rasputin s-a alăturat Frontului Salvării Naționale (o coaliție a forțelor radicale de opoziție), făcând parte din conducerea sa. El a sprijinit ulterior Partidul Comunist al Federației Ruse și pe liderul său, Ghennadi Ziuganov.

## Premii
- Premiul de Stat al URSS, 1977. Premiul i-a fost acordat pentru romanul To Live and Remember, al cărui protagonist era un dezertor din timpul războiului.
- Ordinul Lenin, 1984
- Global 500 Roll of Honour al UNEP, 1988.
- Premiul Soljenițîn, 2000

## Scrieri
- Василий и Василиса, 1966 (Vasili and Vasilissa; publicat în traducere engleză de Progress Publishers, 1981) ISBN: 99923-812-0-5
- Деньги для Марии, 1967 (Bani pentru Maria; publicat în traducere engleză de Raduga Publishers, 1998) ISBN: 5-05-002447-1
- Последний срок, 1970 (Sorocul cel de pe urmă)
- Живи и помни, 1974 (Trăiește și ia aminte; publicat în traducere engleză de Northwestern University Press, 1992) ISBN: 0-8101-1053-9
- Прощание с Матёрой, 1976 (Despărțirea de Matiora; publicat în traducere engleză de Northwestern University Press, 1991) ISBN: 0-8101-1329-5
- Век живи — век люби: Рассказы, 1982 (You Live and Love: Stories; publicat în traducere engleză de Vanguard Press, 1986) ISBN: 0-8149-0916-7
- Пожар, 1985 (The Fire)
- Дочь Ивана, Мать Ивана, 2004 ("Ivan's daughter, Ivan's mother")
- Siberia on Fire: Stories and Essays, 1989 (compilat și tradus în engleză de Gerald Mikkelson și Margaret Winchell pentru Northern Illinois University Press) ISBN: 0-87580-547-7
- What Should I Tell the Crow? (povestire), în The New Soviet Fiction, Abbeville Press, 1989 ISBN: 0-89659-881-0
- Ivan’s Daughter: Short Stories and a Novella, 2016 (compilat și tradus în engleză de Margaret Winchell pentru Three String Books, o marcă a Slavica Publishers) ISBN: 978-0-89357-454-3

Non-ficțiune:
- Сибирь, Сибирь..., 1991 (traducere în limba engleză: Siberia, Siberia. Tradusă de Margaret Winchell, Gerald Mikkelson. Northwestern University Press, 1996. ISBN: 0-8101-1575-1. Partial text on Google Books)